# Брама дракона (фільм)
«Брама дракона» (кит. трад. 龍門飛甲, піньїнь: Lóngmén fēi jiǎ, буквально «Літаючі мечі "Брами дракона"») — китайський фільм 2011 року, знятий режисером Цуй Харком у жанрі китайського фентезі «уся», у головних ролях: Джет Лі, Чжоу Сюнь, Чень Кун, Лі Юйчунь, Гвей Лун-мей, Луї Фан і Мевіс Фан. Фільм є ремейком фільмів «Готель „Брама дракона“» (кит.: 龍門客棧, 1966) і «Новий готель „Брама дракона“» (кит.: 新龍門客棧, 1992), але дія відбувається через три роки. Виробництво почалося 10 жовтня 2010 року, фільм знятий у форматі 3-D. Фільм був показаний поза конкурсом на 62-му Берлінському міжнародному кінофестивалі в лютому 2012 року. Фільм був номінований на вісім нагород на Asian Film Awards 2012 і виграв дві: за найкращі візуальні ефекти та за найкращий дизайн костюмів.

## Зміст
Згідно з давньою легендою, кожні 60 років найсильніша піщана буря змиває пісок, під яким заховане Золоте місто, повне скарбів. В очікуванні бурі в готелі «Брама дракона» збирається різномаста компанія мисливців за скарбами Золотого міста. Тут і намісник імператора одної з китайських провінцій, і таємний міністр іншої провінції, і дві банди найманих убивць. Усі вони жадають заволодіти скарбами, а ситуація ускладнюється тим, що у декого з постояльців готелю є особисті рахунки один до одного.

## Ролі
| Актор         | Роль         |
| ------------- | ------------ |
| Джет Лі       | Чжао Хуайань |
| Чжоу Сюнь     | Лін Яньцю    |
| Кунь Чень     | Ю Хуатянь    |
| Куй Лун Бі    | Чан Сяовень  |
| Юйчунь Лі     | Гу Шаотан    |
| Мевіс Фен     | Су Хуейжун   |
| Фан Сю-Вонг   | Ма Цзіньлян  |
| Чіа-Хуей Лю   | Вань Юлу     |
| Цзянькуй Сунь | Лян Цай      |
| Шен Цзянь     | Тань Люцзи   |

## Знімальна група
- Режисер — Цуй Харк
- Сценарист — Цуй Харк
- Продюсер — Джеффрі Чан, Нансун Ши, Цуй Харк
- Композитор — Хин Гу,  Хань Чианг Ли, Вэй Лэп Ву